# Kajetan Hebdowski
Kajetan Hebdowski pseud.: Przyjaciel rozsądku, (ur. 1746, zm. lipiec 1834 koło Sochaczewa) – dramatopisarz, publicysta, generał brygady armii Księstwa Warszawskiego, dyrektor generalny Biur Ministerstwa Wojny w 1811 roku.

## Życiorys
Od roku 1771 kadet pułkowy w regimencie dragonii koronnej szefostwa Joachima Potockiego, w Kadeckim Korpusie Piechoty. Od 1 stycznia roku 1790 major w 7 regimencie pieszym. Uczestnik wojny polsko-rosyjskiej w roku 1792. Odznaczył się w pod Ostrogiem i Dubienką. Czasowo dowódca regimentu. W powstaniu kościuszkowskim (1794) dowódca regimentu gwardii pieszej koronnej – pułkownik z nominacji Tadeusza Kościuszki. Odznaczył się w bitwach pod Słonimem, Krupczycami i Maciejowicami. W bitwie pod Maciejowicami dostał się do niewoli. Uwolniony w roku 1796 przez cesarza Pawła, wrócił do Warszawy i włączył się do grona przyjaciół księcia Józefa Poniatowskiego. Stały bywalec pałacu „Pod Blachą”. wraz z księciem Józefem wrócił na arenę polityczną: pełniący obowiązki szefa sztabu – generał z roku 1807, kierował pracą Wydziału Wojny i administracją wojskową Księstwa Warszawskiego. W roku 1809 został Komendantem Siły Zbrojnej Obojga Galicji. Naraził się tym Austriakom. W roku 1813 przetrzymywany jako jeniec. W roku 1814 wszedł formalnie do armii Królestwa Polskiego, ale już w 1816 zdymisjonowany. Mimo chlubnej przeszłości wojennej nie był w wojsku lubiany ani popierany. Zmarł w swoim majątku koło Sochaczewa w lipcu roku 1834.
W 1830 roku został nagrodzony Znakiem Honorowym za 30 lat służby. 
Był odznaczony Krzyżem Kawalerskim Orderu Virtuti Militari.

## Twórczość

### Ważniejsze utwory
- Matylda. Drama w 5 aktach z francuskiego, wyst. Warszawa 19 października 1800; według J. M. Monvel (przeróbka z G. A. Bianchiego?)
- Do prześwietnego Towarzystwa Przyjaciół Nauk przez przyjaciela rozsądku, Warszawa 1801, (przeciw mowie J. Albertrandiego wygłoszonej w Towarzystwie 9 maja 1801)
- Dwaj grenadierowie. Komedia w 3 aktach z francuskiego, wyst. Warszawa 16 października 1803; według J. Patrat; także przeł. J. N. Kamiński (z przekł. G. Cordsa)
- Dziwactwo fortuny, czyli młody filozof. Komedia w 5 aktach z francuskiego, wyst. Warszawa 12 maja 1805; (według J. M. Loaisel de Tréogate; także w 1802 przeł. J. Adamczewski)
- Objażdżka pocztą zwierzyńca, czyli uprzedzenie. Komedia w 3 aktach z francuskiego przerobiona, wyst. Warszawa 31 grudnia 1805
- Królowa Golkondy (inny tytuł: Alina, królowa Golkondy). Opera w 3 aktach z francuskiego tłumaczona, z muzyką (H.) Berton, wyst. Warszawa 17 stycznia 1808; (według przeróbki J. B. Viala i E. G. Favièresa z powieści S. J. Bouflersa; przerabiał także J. N. Kamiński)
- Dwaj mali Sabaudczykowie. Opera w 1 akcie z francuskiego z muzyką p. (N.) Dalayrac, przeniesiona na język polski, wyst. 19 lipca 1809, rękopis: Ossolineum, sygn. 5046/I, (według B. J. Marsollier des Vivetiéres)
- Leon, czyli zamek na Czarnej Górze. Wielka opera w 3 aktach z muzyką (N.) Dalayrac, wyst. Warszawa 29 października 1809, (według F. B. Hoffman)
- Instrukcja dla komendantów placu ułożona, Warszawa 1809
- Rozkaz dzienny, Lublin 1809
- Rozbicie okrętu. Komedia w 1 akcie z francuskiego, wyst. Warszawa 13 kwietnia 1810, (według A. V. Pineux-Duval).

### Listy i materiały
- Do S. K. Potockiego z zbiorze z lat 1808–1813, rękopis: Archiwum Główne Akt Dawnych (Archiwum Wilanowskie, sygn. 268)
- Do A. Cedrowskiego z 29 maja 1809, ogł. A. M. Skałkowski w: Archiwum Wybickiego, t. 2, Gdańsk 1950, s. 392
- Do S. B. Lindego z roku 1815, rękopis: Biblioteka Jagiellońska, sygn. 3468.

Ponadto jego korespondencja i materiały znajdują się w zbiorach (m.in.): Korespondencja J. Poniatowskiego z roku 1809, rękopis: Biblioteka PAN Kraków, sygn. 134; Teki Staszewskiego, t. 21, rękopis: Zakład Dokumentacji Instytutu Historii PAN Kraków; Akta Wojskowe Księstwa Warszawskiego, sygn. 526, 770; Archiwum Główne Akt Dawnych (Militaria Jabłonny, Kancelaria Korpusu J. Poniatowskiego 1794, przekazana komendantowi Miasta Wolnego Warszawy i Siły Zbrojnej Ks. Mazowieckiego).